# 中苏友好同盟互助条约

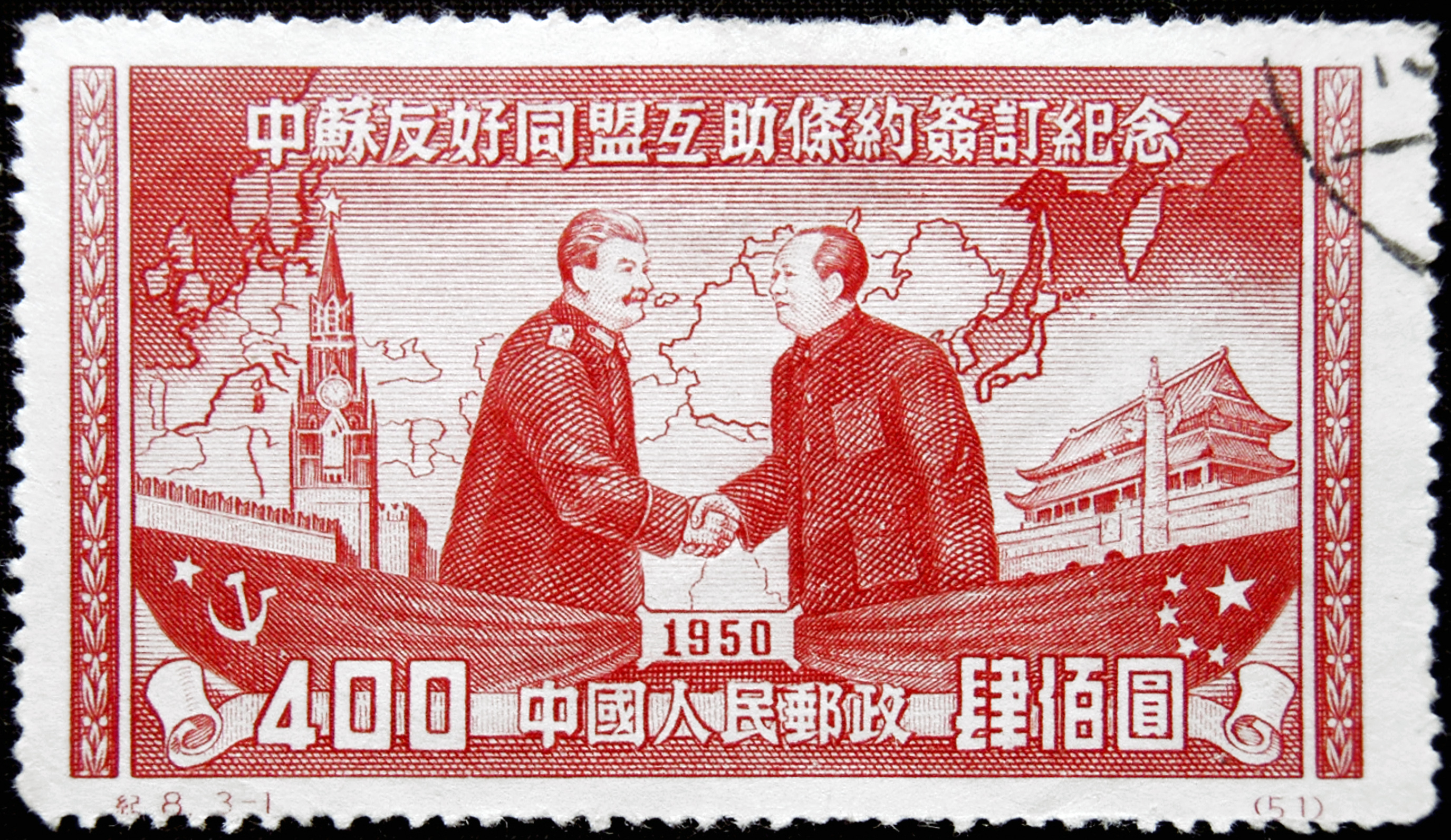
當年度紀念郵票

俄罗斯艺术家伊万诺夫作《中苏两国人民友谊万岁》

《中苏友好同盟互助条约》，全称《中华人民共和国与苏维埃社会主义共和国联盟友好同盟条约》，是中华人民共和国和苏维埃社会主义共和国联盟于1950年2月14日缔结的一项关于同盟、集体安全、援助与合作的双边条约。它取代了蒋介石领导的中华民国政府签署的《中苏友好同盟条约》。
条约是在中华人民共和国建立和冷战对峙的背景下签署的，源于中国共产党主席毛泽东“一边倒”（站在社会主义阵营一边）的外交政策指示和约瑟夫·斯大林关于扩大苏联在东亚影响力的战略思想考虑。毛泽东前往苏联签署该条约，这是他一生中仅有的两次离开中国之一。该条约为中苏合作与伙伴关系奠定了基础。它为中国提供了安全保障，扩大了两国经济合作的范围。然而，该条约并没有阻止北京和莫斯科之间的关系在20世纪50年代末至60年代初急剧恶化。
1979年条约到期前，邓小平希望中国不要与苏联谈判，除非苏联同意中国的要求，例如从阿富汗撤军，从蒙古和中苏边境撤军，以及停止支持越南入侵柬埔寨。

## 背景

### 雅尔塔会议

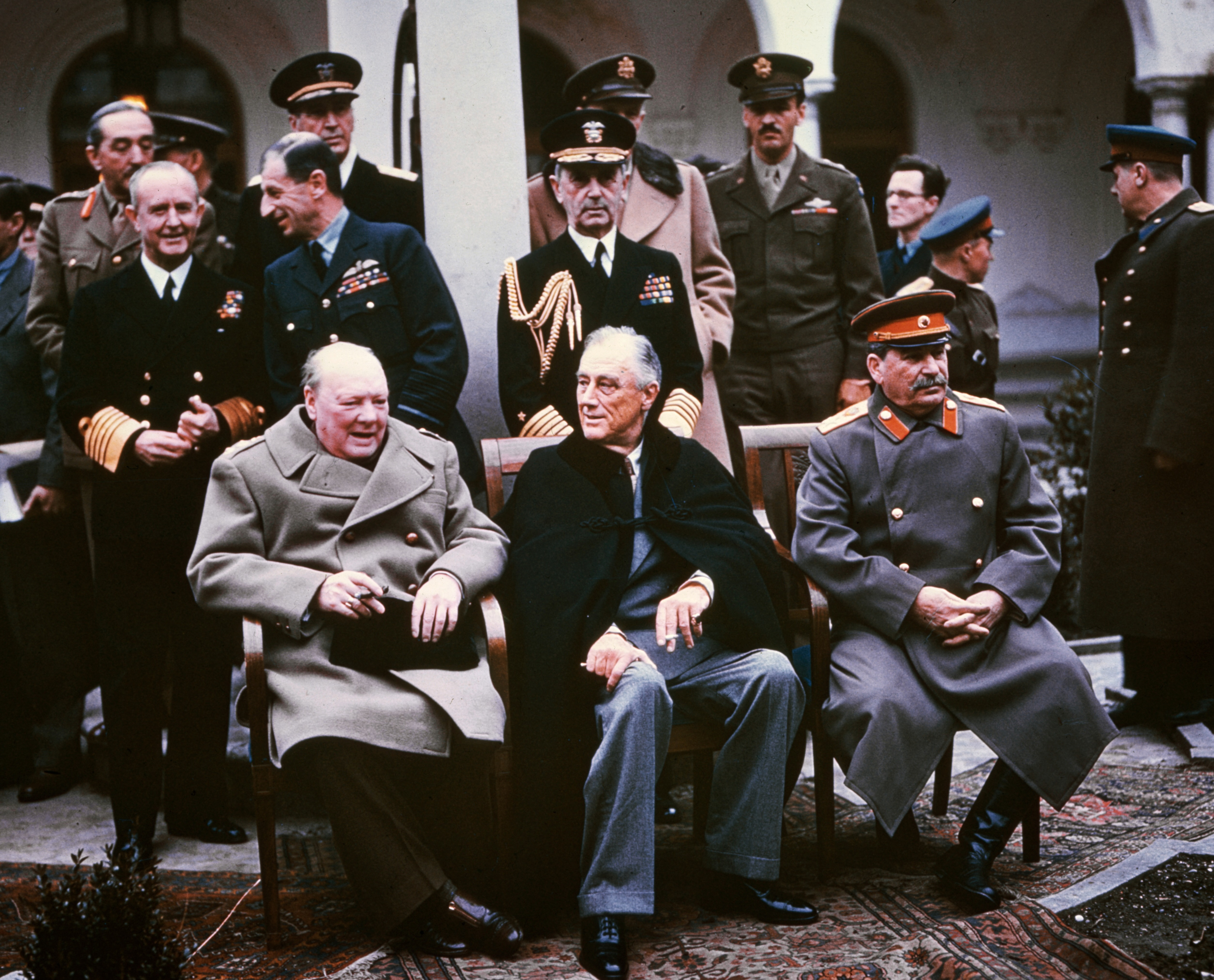
丘吉尔，罗斯福和斯大林在1945年的雅尔塔会议上

第二次世界大战结束时，苏联共产党总书记约瑟夫·斯大林确定了苏联战后在远东的两个战略目标：外蒙古从中国独立，恢复苏联在中国东北的势力范围，以确保其地缘政治领土安全。为此，罗斯福、斯大林和丘吉尔于1945年2月11日在雅尔塔会议上达成协议，苏联承认国民政府为中国的合法政府，而不考虑中国共产党。对美国来说，它希望苏联尽快加入对日战争，支持国民党成为中国唯一合法的政府。作为回报，美国将帮助苏联说服国民党承认苏联在外蒙古的合法政权。当时，国共关系十分紧张，中国国民党领导人蒋介石在处理与中共的冲突时，总是倾向于寻求美国和苏联的帮助。因此，尽管两党都没有代表参加雅尔塔会议，但罗斯福仍然明确表示，由于他与国民党的友谊，每一项包含中国问题的条约都需要得到蒋介石的批准。此后，为了迫使中国国民党政府接受苏联的条件，苏联红军进入中国东北，蒋介石领导的国民党政府被迫同意《中苏友好同盟条约》。

### 利益趋同
后来，中国共产党在国共内战中获胜，从根本上改变了亚洲和远东的格局，迫使苏联重新评估和调整其对华政策。中苏两国的要求在某些方面是共同的、相互的。为了增强共产主义集团在冷战国际体系中对抗美国领导的资本主义世界的力量，斯大林将中国共产党领导下的中国视为遏制美国侵占苏联在东亚势力范围的可行伙伴。中共在巩固其统治和遏制美国推翻共产主义政权的企图的斗争中也需要苏联的支持和援助。虽然中共取得了最后的胜利，但战争留下了许多问题。因此，中国在重建、经济发展和工业生产方面需要苏联的援助。此外，中国和美国领导的西方阵营之间的意识形态对立和敌意排除了接受西方援助的可能性，从而有必要与苏联建立稳定和可预测的外交关系。

### 对执行条约的态度
然而，两党领导人对条约的内容和执行情况有不同的看法。斯大林希望新条约仍在雅尔塔协议的框架下，该协议确保了苏联在中国东北的既得利益。另一方面，毛致力于树立中国独立的对外形象，废除一切帝国主义强加的不平等条约。中华人民共和国成立后，中苏同盟条约的解决成为中国领导人开展外交活动和决策的当务之急。因此，毛在外交问题上的第一个考虑是与斯大林直接对话，签署新的中苏条约。

## 签约原因
经历了漫长的抗日战争和第二次国共内战，新成立的中华人民共和国继承了满目疮痍的经济和动荡的社会政治环境。《中苏友好同盟互助条约》的签订，体现了中苏的合作关系。对中国来说，其目的是确保苏联为国内发展提供经济援助，并取代1945年国民党政府与苏联签署的《中苏友好同盟条约》。

### 中华人民共和国国内情况
尽管成功的军事行动推翻了国民党在大陆的统治，但长期战争给共产党政权留下了满目疮痍的工业基础，其中部分原因是国民党空军在内战后期对工业中心地带的猛烈轰炸。例如，1949年10月至1950年2月，国民党空军对中华人民共和国的军事和工业目标进行了26次空袭，其中1950年2月6日对上海的轰炸最大，对当地工业造成了严重破坏，并因电网瘫痪而使生产停止。中共领导人很清楚他们所面临的形势，不仅缺乏财政援助、设备和工业工厂，而且缺乏能够指导、管理和重启国民经济和工业生产的合格专家。苏联外交官、苏共中央政治局委员阿纳斯塔斯·米科扬负责与毛泽东就援助问题进行谈判，他报告说，他的中国同志在政治上很老练，但对经济的了解非常有限。

### 军事问题
在内战后期，进攻台湾被列为首要任务，解放军实现全国胜利似乎不可避免，中华人民共和国与美国之间也开始形成敌对关系。然而，夺取台湾的一个重大障碍是缺乏两岸军事行动至关重要的有效空军和海军力量。虽然到谈判条约时，蒋介石已经撤退到台湾，但国民党仍然保持着对解放军的海空优势，使解放军处于不利地位。这反映在解放军在古宁头战役中的失败，解放军的木船与装备精良的国军装甲战舰相遇，登陆部队不得不在没有空中掩护的情况下作战。在解放军占领大城市后，由于缺乏能够拦截的空军，国民党对大陆的工业目标进行了频繁而不受阻碍的空袭，这提高了苏联支持建设国家空军和海军的重要性。
在谈判初期，中国人民解放军总司令朱德提议购买100架飞机、100-200架直升机、40-80架轰炸机，并在苏联训练1000名解放军飞行员和300名地勤人员。毛泽东还表示，他希望苏联对台湾的进攻计划提供空中支持，但遭到斯大林的拒绝，因为这将给美国干预的借口。

### 一边倒
毛泽东在1949年7月1日发表的《论人民民主专政》中明确提出了“倾向一边”的外交政策指示，他在指示中提出了一个分为社会主义和帝国主义两大阵营的世界，“骑墙是不行的，也没有第三条路”，在20世纪中期的冷战框架下巩固共产主义统治，毛泽东认为坚定地站在苏联一边，加入社会主义阵营的必要性和好处。他认为社会主义阵营内部的合作是对各国发展的善意和真诚帮助，而毛泽东认为马歇尔计划是剥削的借口，美国的援助是对受援国施加政治影响。对中国来说，通过经济援助实现快速工业化是主要目标之一，这使得对苏联经济和技术援助的需求成为1950年条约的推动力。

### 意识形态
当面临美国领导的西方集团和苏联领导的东方集团之间的选择时，由于意识形态上的接近，毛选择了站在苏联一边。毛泽东认为与带有“帝国主义”和“干涉主义”含义的马歇尔计划相反，苏联的援助被定义为来自世界无产阶级革命力量的国际支持。中苏之间的兄弟关系体现了社会主义国际主义和连贯的意识形态框架，这推动了条约的签署。斯大林认为，中国的加入“形成了一个强大、团结的社会主义阵营”，构成了一个比资本主义更真实的社会主义国际合作框架。

## 谈判过程

### 谈判前奏
12月6日，毛泽东与中共中央政治研究室主任陈伯达、中共中央主席办公室主任叶子龙；中央警卫局局长汪东兴和翻译石哲一起乘火车前往莫斯科。毛泽东和斯大林的首次正式见面于16日晚在克里姆林宫举行。毛泽东首先表示，中国最关心的是确保和平。中国需要三到五年的和平来将经济恢复到战前的水平并稳定国家。中国重大问题的解决在很大程度上取决于和平前景。毛泽东的担忧引起了斯大林的共鸣，斯大林回应说，由于日本和德国仍在复苏，外国势力对中国没有直接威胁。包括美国在内的大多数西方国家都不愿发动另一场战争。斯大林还声称，如果两国共同努力，保持友好关系，他们可以保证20到25年，甚至更长时间的和平。因此，这种观点与当时中共中央的立场是一致的。

### 意见分歧
紧接着，毛泽东谈到了他对1945年8月中国国民政府与苏联签署的《中苏友好同盟条约》的担忧。1949年7月，中共中央书记处书记刘少奇也在毛泽东抵达前提出了该条约。因此，中共高度重视这一问题，与苏联缔结新条约是毛泽东的主要目标之一。另一方面，斯大林倾向于与国民党的现有条约继续有效。斯大林认为，条约中的协议是由《雅尔塔协议》规定的，例如对千岛群岛、南萨哈林岛和旅顺港的管理。换言之，该条约的缔结得到了美国和英国的批准，因此，对条约任何一点的修改都将使美国和英国有权改变关于千岛群岛或南萨哈林群岛的观点，这些观点是苏联在雅尔塔获得的领土收益。关于毛泽东对新条约的渴望，斯大林谈到了在实践中改变现有条约的同时正式保留现有条约的可能性。例如，苏联仍然保留在旅顺港驻军的权利，但与此同时，正如中共所建议的那样，撤回了在旅顺港的部队。毛泽东委婉地回应说，要考虑雅尔塔会议的合法性；然而，在中国社会内部公众认为，由于国民党已经失败，现有的《中苏友好同盟条约》失去了目的和意义。斯大林则声称现有条约最终会被修改。

### 转折
与要求签订新条约类似，毛泽东也遭到了斯大林的拒绝 其中之一是军事援助，以支持解放军对台湾发动进攻。斯大林认为，苏联的军事援助会给美国一个干预的借口。在庆祝斯大林70岁生日后，毛泽东进一步强化了他缔结新条约的立场，但他收到的却是斯大林的更多拒绝。根据毛泽东本人的说法，他曾多次试图联系斯大林，但克里姆林宫告诉他斯大林不在家，并试图安排与斯大林的同伙会面。毛泽东决定继续等待。随着毛泽东被斯大林秘密控制的谣言传开，两党最终同意澄清外界疑虑。他们决定邀请毛泽东接受苏联塔斯社的采访。这次采访也标志着讨论该条约的一个转折点。

### 达成协议
1950年1月2日，斯大林终于同意与毛泽东的会谈，以解决条约问题。毛泽东提出了三个建议：缔结一项新的条约；发表两国的官方声明，声称双方已经就先前条约的问题达成了协议；最后，在不需要新条约的情况下签署两国关系宣言。毛泽东当然赞成第一项提议，他认为这将在政治上给两国带来巨大利益，特别是在与其他帝国主义大国对抗时。经苏联同意，双方安排周恩来抵达莫斯科。
1950年1月20日，中央人民政府政务院总理周恩来随中国谈判代表团抵达莫斯科。经过一系列准备工作，谈判终于在1月22日晚进行。苏联方面的参与者是斯大林、莫洛托夫、马连科夫、米科扬、维辛斯基和费多连科；中国的参加者包括毛泽东、周恩来、李富春、王家祥、陈伯达和石哲。谈判双方达成协议，1945年8月14日的《中苏友好同盟条约》需要由一项新条约取代。双方还就旅顺港问题达成协议，斯大林同意从旅顺港撤军。然而，双方并未就中国长春铁路达成完整协议。尽管斯大林同意缩短1945年协议的期限，但斯大林拒绝了中国将铁路管理权移交给中国并增加中国资本份额的请求。
条约草案于1950年1月23日由苏方首次递交给中方。周恩来立即在晚上以一份中国草案作为回应。1950年的《中苏友好同盟互助条约》包括下列条款：防止侵略、为和平与安全采取国际行动、援助条款、禁止结盟、放弃对日单独谈判、协商条款、经济文化合作互助。双方一致认为，该条约的有效期应为30年。该条约、协定和照会于1950年2月14日在克里姆林宫正式签署。

## 条约条款

### 一般协议
（1）集体安全承诺，将对一方的攻击视为对双方的攻击，以防止日本帝国主义的复兴。当面临侵略和战争时，双方有义务提供军事和其他形式的援助。缔约双方承诺坚持有利于国际和平与安全的合作原则。
（2）签署国应该与日本以及二战中的其他盟国缔结和平条约。
（3）签署方不应参与针对对方的同盟和集团。
（4）就涉及签署方根本利益的重大问题相互协商。
（5）双方同意坚持“权利平等、相互利益、尊重主权和领土完整、不干涉”、促进密切合作、提供经济和工业援助的原则，并将努力加强中苏友谊。
（6）该条约有效期为三十年，如果在条约到期前一年没有任何缔约方对该条约表示反对，该条约应自动再延长五年。

### 长春铁路、旅顺港、大连
双方同意在1952年与日本缔结和平条约之前，将长春铁路的所有权利和相关财产全部转让回中国。
苏联将在与日本缔结和平条约后从旅顺港海军基地撤军，中国政府将负责苏联自1945年以来的建造和安装费用。中苏联合军事委员会将建立一个轮换后机制，负责监督军事事务，直到所有权移交。
大连港的所有权将连同由苏联在双方代表组成的联合委员会下临时管理的相关财产一起移交给中国。

### 苏联对华贷款
从1950年1月起，苏联以每年1%的利率向中国提供了每年6000万美元、总额3亿美元的贷款，包括铁路、工业基础设施、设备和从战争破坏中重建的材料。

### 苏联专家
苏联专家被派往中国的机构、行业、组织工作，协助和建议中国的重建、工业化和经济发展，工作期限固定为一年，待遇与中国技术人员相同。中方负责苏联专家的旅费、开支、食宿和工资，而苏联突然召回专家的费用则由苏联承担。

### 围绕国家利益的争议
中国幅员辽阔，自然资源丰富，对苏联来说具有重要的战略意义。因此，苏联做出了巨大的让步，放弃了其在中国东北的既得利益，具体表现为中国长春铁路、旅顺港和大连的回归，以加强社会主义阵营在对抗资本主义集团和保卫远东方面的团结。中苏战略伙伴关系是斯大林的两难选择。一方面，在东亚协助并拥有像中国这样值得信赖的社会主义盟友，将极大地使力量平衡向苏联倾斜，并加强苏联在共产主义世界的领导地位。另一方面，斯大林担心毛从战争中恢复后会成为第二个违抗苏联意志的铁托。尽管3亿美元最终兑现，但该协议的条件比苏联和东欧社会主义国家之间签署的条件严格得多。例如，苏联与东欧国家缔结的条约谈到“立即提供一切可用的军事和其他援助”。然而，斯大林修改了援助协议，“提供一切可能的经济援助”，并对苏联专家的待遇施加了更严格的条件。此外，有关核武器的技术援助一直推迟到赫鲁晓夫时代。根据毛泽东的说法，只有在朝鲜战争之后，中国才赢得了苏联的信任，随之而来的是更多的援助、合作和156项目。
在中国方面，苏联的援助是重建和恢复的最重要最可行的手段。因此，中国面临着援助和修改国民党政府签署的中苏条约中承认的外蒙古独立之间的权衡。人们对建立中苏合资企业也感到不安，毛泽东认为这体现了苏联一定程度的家长作风和不信任。此外，苏联的贷款也不是免费的。斯大林要求将中国剩余的具有重要战略意义的资源全部出售给苏联作为偿还。1954年至1959年间，中国向苏联供应了16万吨钨矿、11万吨铜、3万吨锑和9万吨橡胶。然而，考虑到这项条约对双方的利害关系，这些都没有阻碍最终协议的达成。

## 影响和遗留问题

### 中国
苏联对中国的援助在中国经济体系方面发挥了关键作用，确保了新成立的共产党政权的生存，并为共产党中国从长期战争、工业化和现代化的破坏中恢复做出了贡献。也就是说，苏联的援助，包括技术、设备、资金和基础设施建设等物质的援助，为中国的计划经济、国有企业和不同行业奠定了基础。苏联援助在短时间内大量涌入，取代了对经济发展至关重要的资本积累功能，并大大减少了获得知识和技术技能所需的时间，而这些知识和技能往往需要几代工人的实践和学习才能获得。此外，加入苏联领导的社会主义阵营为中国赢得了急需的国际支持，抵消了资本主义集团实施的经济封锁、400种商品禁运和军事威胁的影响。
全面援助也改变了这个新成立的国家的工业格局。在条约签署之前，中国约70%的工业集中在东南沿海地区，19世纪西方列强与清政府在那里进行贸易。相比之下，苏联援助的项目主要位于中国的东北、中部和西部地区，这优化了中国工业的空间分布，促进了以前欠发达腹地的经济发展，促进了中国的工业化和现代化。

### 苏联体制的缺点
伴随苏联援助而来的是僵化和过度集中的权力结构和计划经济。从意识形态的角度来看，任何承认市场机制积极作用的尝试都被视为走资本主义道路。令人印象深刻的资源调动能力、大规模的工业工厂建设和糟糕的生产管理和协调机制之间也存在制度上的不匹配。斯大林主义模式固有的独特缺陷也表现在中国的计划经济中。在第一个五年计划期间，快速工业化不成比例地将国防和重工业列为优先事项，而民用和轻工业的重要性被淡化并成为次要事项。

### 中苏关系与国际体系
一方面，《中苏友好同盟互助条约》的签署促进了中苏兄弟般的关系，改变了二战后资本主义和社会主义阵营之间的力量平衡。苏联被视为引导中国走上现代化道路的仁慈的“老大哥”，这在中国社会和政治话语中引起了极大的反响。条约条款还加强了以苏联为首的共产主义集团内部的团结，加强了其与资本主义集团的对抗，并为中国巩固权力和统治合法性做出了重大贡献。苏联对社会主义国家的援助和与中国签署的条约，与美国通过马歇尔计划和杜鲁门的第四点计划提供的援助相吻合，表明了冷战框架下的美苏大国争夺势力范围，苏联通过这种框架确保了中国新崛起的共产主义政权维护其在远东的利益。
另一方面，在双方的外交交往中，中国领导人经常呼吁“马克思主义中国化”的优点，包括“农民包围城市”、“土地革命”和“城市内部的秘密和公开斗争”，这些都是基于中国背景的改编，与苏联对马克思列宁主义的正统解释有很大的分歧。这些为50年代末60年代初的中苏交恶埋下了种子。《中苏联盟：国际史》一书中提出了类似的观点，即潜在的家长式苏联建议计划和多年的互动产生了对苏联参与的意外怨恨，这类似于提醒了中国人民帝国主义。